# Benedetto Ghiglia
Pour les articles homonymes, voir Ghiglia.
Benedetto Ghiglia, né le 27 décembre 1921 à Fiesole (Ville métropolitaine de Florence) et mort le 4 juillet 2012 à Rome, est un compositeur, chef d'orchestre et pianiste italien.

## Biographie
Né à Fiesole, Ghiglia est diplômé en composition et en piano au conservatoire Luigi Cherubini de Florence. Il commence ensuite une activité de musicien de chambre, aussi bien en solo qu'en duo avec le violoncelliste Pietro Grossi.
Depuis le début des années 1950, Ghiglia a concentré sa carrière sur la composition de musiques de films, travaillant souvent dans le genre documentaire,. En 1976, il fonde la compagnie théâtrale Teatro-Canzone avec sa femme Adriana Martino. Il compose également la musique de scène pour toutes les pièces de Mario Missiroli. Entre 1980 et 1985, il a été vice-président du Teatro dell'Opera di Roma.

## Filmographie partielle
- 1965 : Je la connaissais bien (Io la conoscevo bene) d'Antonio Pietrangeli
- 1965 : Adiós gringo de Giorgio Stegani
- 1965 : 077 : Espionnage à Tanger (S.077 spionaggio a Tangeri) de Gregg Tallas
- 1965 : Une fille qui mène une vie de garçon (La bugiarda) de Luigi Comencini
- 1966 : El Rojo de Leopoldo Savona
- 1966 : Johnny Colt (Starblack) de Giovanni Grimaldi
- 1966 : Quatre Dollars de vengeance (Cuatro dólares de venganza) de Jaime Jesús Balcázar
- 1966 : Barbouze chérie (Zarabanda bing bing) de José María Forqué
- 1966 : New York appelle Superdragon (New York chiama Superdrago) de Giorgio Ferroni
- 1975 : Au son du fusil (A suon di lupara) de Luigi Petrini
- 1967 : Un dollar entre les dents (Un dollaro tra i denti) de Luigi Vanzi
- 1967 : La notte pazza del conigliaccio (it) d'Alfredo Angeli
- 1969 : Porcherie (Porcile) de Pier Paolo Pasolini
- 1969 : Il gatto selvaggio d'Andrea Frezza (it)
- 1969 : La Scandaleuse (Salvare la faccia) de Rossano Brazzi
- 1969 : Les Damnés de la Terre (I dannati della Terra) de Valentino Orsini
- 1970 : L'amore coniugale de Dacia Maraini
- 1970 : Les Tulipes de Haarlem (I tulipani di Haarlem) de Franco Brusati
- 1970 : Quella piccola differenza de Duccio Tessari
- 1970 : Le Dernier Guet-apens (Corbari) de Valentino Orsini
- 1971 : Saint Michel avait un coq (San Michele aveva un gallo) des Frères Taviani
- 1971 : La Ligne de feu (L'amante dell'Orsa Maggiore) de Valentino Orsini
- 1973 : Voyage dans le Fiat-nam (Trevico-Torino: viaggio nel Fiat-Nam) d'Ettore Scola
- 1979 : Oublier Venise (Dimenticare Venezia) de Franco Brusati